# ناناکولی (هاوایی)
ناناکولی (به انگلیسی: Nānākuli) یک منطقهٔ مسکونی در ایالات متحده آمریکا است که در هاوایی واقع شده‌است. ناناکولی ۱۷٫۰ کیلومتر مربع مساحت و ۱۲٬۶۶۶ نفر جمعیت دارد و ۳ متر بالاتر از سطح دریا واقع شده‌است.